# Robin Johnstone
Robin Talbot Johnstone (6. august 1901 - 20. februar 1976) var en britisk roer.
Johnstone vandt en sølvmedalje ved OL 1920 i Antwerpen, som styrmand i den britiske otter, der blev roet af John Campbell, Ewart Horsfall, Sebastian Earl, Sidney Swann, Walter James, Guy Oliver Nickalls, Richard Lucas og Ralph Shove. I en tæt finale blev briterne besejret med bare 0,8 sekunder af guldvinderne fra USA, mens Norge vandt bronze.
Johnstone var studerende ved University of Cambridge, og var i 1920 med i båden i det traditionsrige Boat Race på Themsen.

## OL-medaljer
- 1920:  Sølv i otter